# Gustavo Villatoro
Héctor Gustavo Villatoro Funes é um político e advogado salvadorenho que é Ministro da Justiça e  Segurança Pública de El Salvador desde 2021. Durante o mandato de Villatoro, supervisionou a guerra contra os gangues salvadorenhos que levou à prisão de mais de 85.000 membros de gangues.

## Formação
Héctor Gustavo Villatoro Funes formou-se na Universidade José Matías Delgado.

## Ministro da Justiça e Segurança Pública

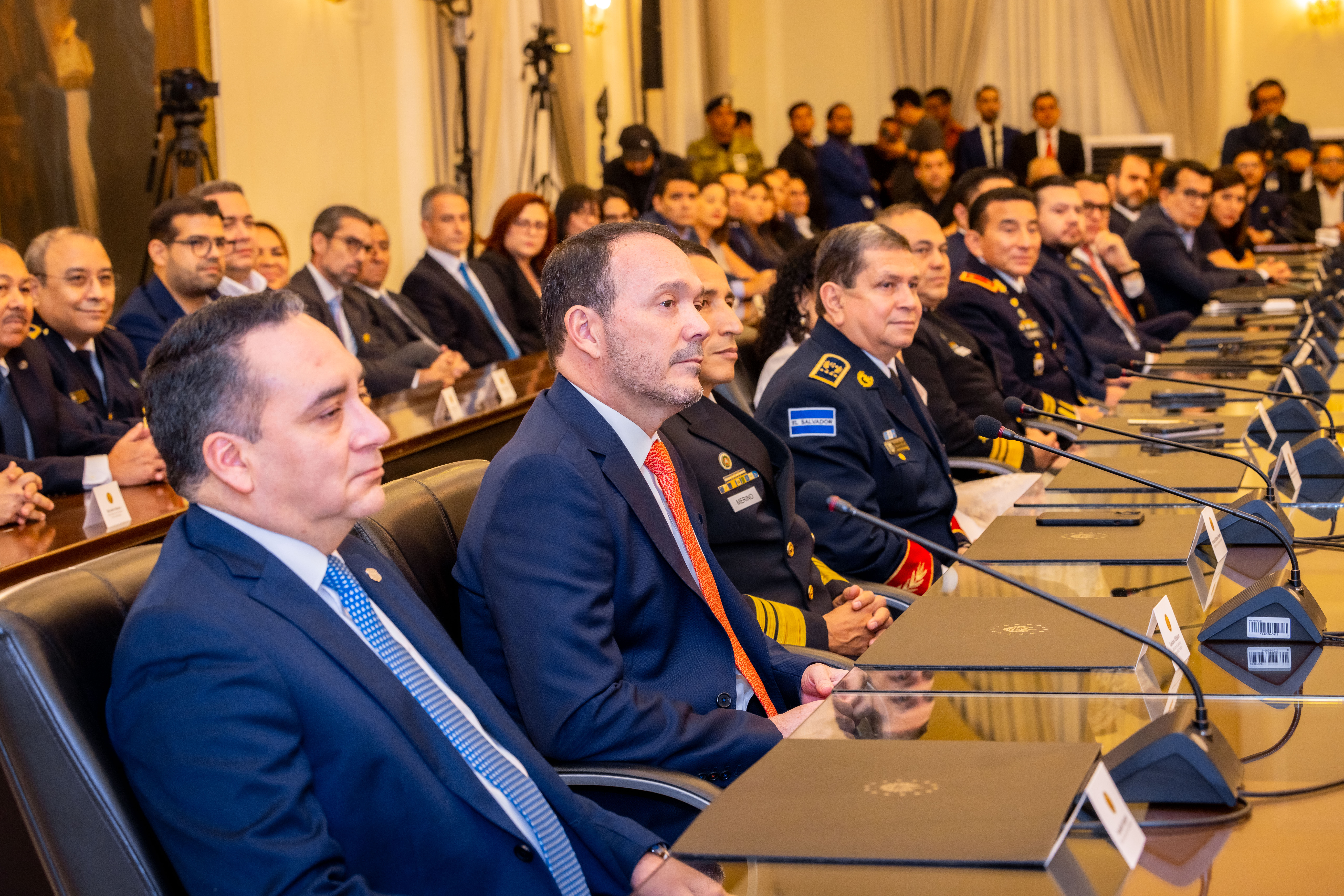
Villatoro (segundo da esquerda) numa reunião de gabinete em 2023

Em 26 de março de 2021, Bukele nomeou Villatoro como Ministro da Justiça e Segurança Pública do país, sucedendo Rogelio Rivas. O objetivo de Villatoro ao ser nomeado era "fortalecer o processo investigativo de homicídios e desaparecimentos para reduzir as taxas de impunidade". Bukele não deu nenhuma razão para ter substituído Rivas por Villatoro.

### Guerra contra os gangues em El Salvador
Em 27 de março de 2022, a Assembleia Legislativa declarou estado de emergência de 30 dias após um aumento nos homicídios no fim de semana anterior, resultando numa guerra contra os gangues. Em junho de 2022, depois de quase 42.000 membros de gangues terem sido presos durante a guerra contra os gangues, Villatoro afirmou que o governo pretendia prender até 80.000 membros de gangues. O próprio Villatoro apresentou propostas para estender a repressão em várias ocasiões. Em janeiro de 2024, depois de o governo salvadorenho ter anunciado que havia registado 153 homicídios em 2023 para uma taxa de 2,4 homicídios por 100.000 pessoas, Villatoro elogiou a guerra contra os gangues, afirmando que foi uma "decisão corajosa para confrontar as estruturas criminosas" e afirmou que El Salvador era o segundo país mais seguro das Américas depois do Canadá. Relativamente às críticas dos grupos de direitos humanos, Villatoro observou que “nós dissemos-lhes para irem para o inferno”.

### Reuniões com delegados estrangeiros

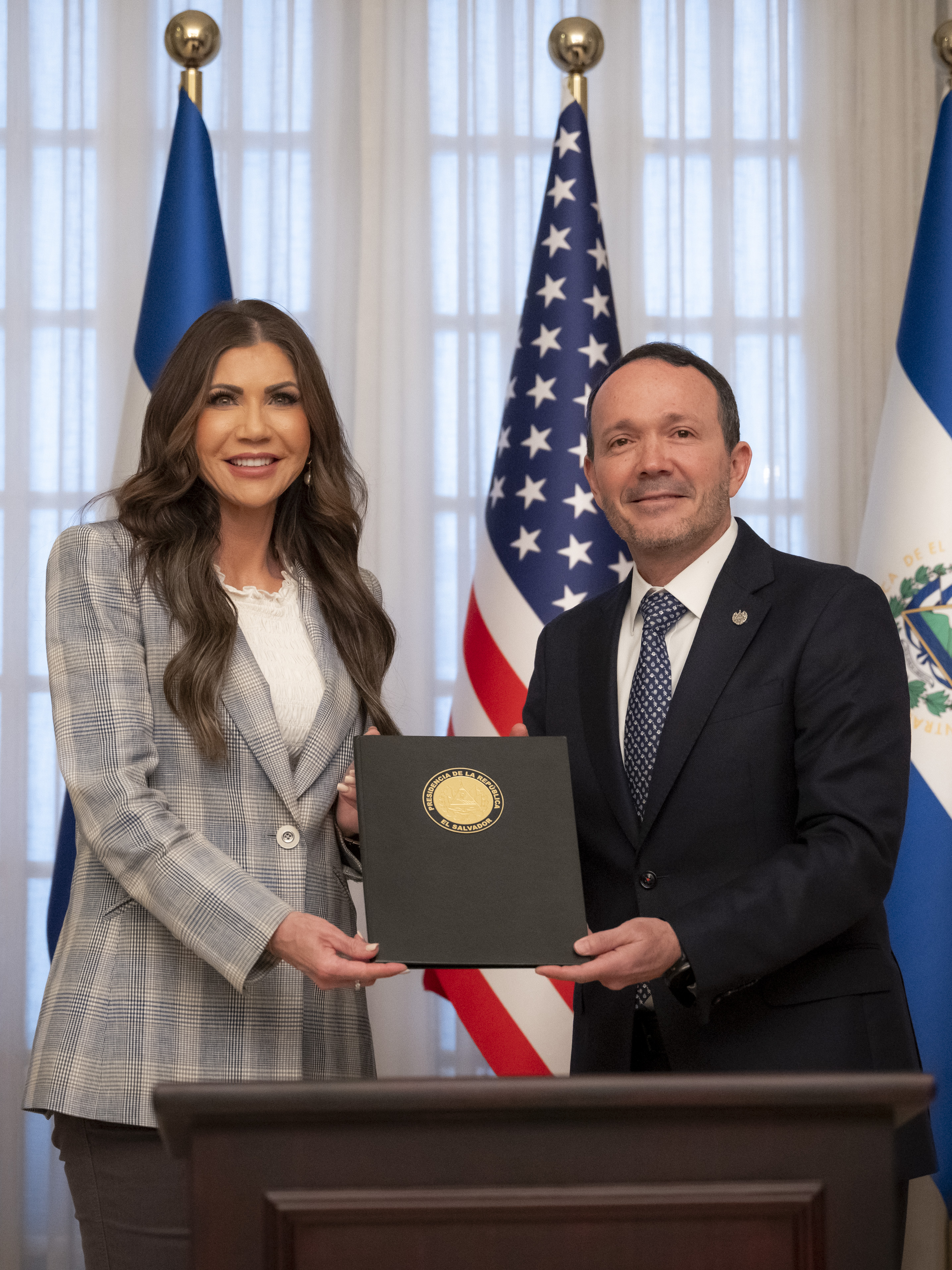
Villatoro com a Secretária de Segurança Interna dos EUA, Kristi Noem, em 2025

Em 9 de dezembro de 2023, Villatoro encontrou-se com a ministra argentina da segurança nacional, Patricia Bullrich, em Buenos Aires . No dia seguinte, Villatoro compareceu à posse de Javier Milei no lugar de Bukele. Em 16 de junho de 2024, Villatoro recebeu Bullrich em El Salvador e levou-a para um tour pela prisão de segurança máxima do Centro de Confinamento do Terrorismo (CECOT).
Villatoro encontrou-se com a secretária de segurança interna dos Estados Unidos, Kristi Noem, em março de 2025. Villatoro deu a Noem um tour pelo CECOT e assinou o Memorando de Cooperação da Aliança de Segurança para Execução de Fugitivos com os Estados Unidos. No mês seguinte, Villatoro deu um tour semelhante pelo CECOT ao Ministro da Justiça e Paz da Costa Rica, Gerald Campos Valverde .

### Críticas aos jornalistas
Durante o seu mandato como Ministro da Justiça e Segurança Pública, Villatoro criticou jornalistas. Em setembro de 2021, Villatoro afirmou que o governo salvadorenho estava "a seguir" ("dando seguimiento") a vários jornalistas. Em maio de 2022, Villatoro afirmou que os jornais La Prensa Gráfica e El Diario de Hoy estavam "[a proteger] os interesses das estruturas criminosas" ("proteger intereses de las estructuras criminales") em vez de publicar notícias genuínas. Villatoro afirmou ainda que ambos os jornais estavam "do lado dos terroristas e dos seus aliados na oposição [política]" ("del lado de los terroristas y sus aliados de la oposición"). O advogado de direitos humanos José Miguel Vivanco criticou as declarações de Villatoro, afirmando que elas eram uma "ameaça direta" ("amenaza directa.") por Villatoro contra dois dos principais jornais de El Salvador. A Human Rights Watch condenou igualmente as declarações de Villatoro. Villatoro referiu-se aos jornalistas e políticos salvadorenhos que se opuseram à guerra contra os gangues no país como "pseudo-salvadorenhos" ("Pseudo Salvadoreños").

## Vida pessoal
Villatoro é católico . O pai de Villatoro, Héctor Antonio Villatoro Benítez, é magistrado do Primeiro Tribunal Penal de San Miguel.
Em 23 de agosto de 2022, Villatoro recebeu um reconhecimento formal do Procurador de Defesa dos Direitos Humanos do país pelas suas políticas de segurança.